# Розміри комп'ютерів
Комп'ютер — це, перш за все, обчислювальна машина, що може бути портативним і настільним. 
Настільний ПК — це комп'ютер в повній збірці, що представляє собою взаємопов'язане обладнання, яке дає потужність і багатофункціональність, але яке прив'язане через свою громіздкість до одного місця. Звичайно, зараз намагаються випускати якомога менші деталі, тонкі дисплеї і мобільні бездротові миші, але все це все одно поступається за зручністю переносним ПК. 
Портативний комп'ютер — це набагато менший розмір і більш ємний акумулятор (адже настільні, в свою чергу, завжди працюють від мережі і не потребують довгої автономної роботи). Однак це впливає на продуктивність таких пристроїв, яка стає менше. Втім, обчислювальні можливості деяких портативних девайсів також дуже великі.

## Лептоп
Найперший портативний комп'ютер — це лептоп. Він являє собою переносну обчислювальну систему в самому її первозданному, так би мовити, вигляді.
Лептоп — дуже невеликий пристрій. Якщо розглянути термін детально, що «леп» перекладається як «коліна», що означає, девайс має міститися на цій частині тіла людини.
Поняття «ноутбук» і «лептоп» тісно перегукуються між собою — наприклад, гугл-перекладач вперто сприймає їх як синоніми, хоча це не зовсім так.

## Основні особливості лептопів
До характеристик лептопа можна віднести наступні:
- діагональ екрану повинна становити не менше чотирнадцяти, але і не більше сімнадцяти дюймів;
- вбудовані відеокарти забезпечують високоякісну графіку;
- велика, зручна і розширена клавіатура;
- завжди (у попередніх версіях) є оптичний привід (простіше кажучи — дисковод оптичних дисків);
- ємність акумулятора дозволяє працювати від нього автономно три і більше годин;
- легкозамінні комплектуючі (в разі поломки).

Все це призводить до того, що хороший лептоп стає повноцінною заміною настільного ПК.

## Ноутбук
Ноутбук — від англійських слів «ноут» («замітка») і «бук» («книга»). Являє собою портативний пристрій з високим рівнем мобільності. Він тонше і мінімалістичний лептопа, але через свою мобільності часто стоїть так само або навіть дорожче.
Серед характеристик ноутбука:
- тривалий термін автономної роботи;
- проста графіка;
- багатофункціональність;
- діагональ екрану в межах дванадцяти-чотирнадцяти дюймів до 17''.

Це класичний поділ ноутбуків і лептопів, яке в даний час зазнає змін. Набагато частіше можна зустріти терміни «ноутбук» і «нетбук». Для опису цієї класифікації відмінною рисою ноутбука називаються його суміщені комплект, а розміри екрану варіюються від чотирнадцяти до сімнадцяти дюймів (як у лептопів).

## Нетбуки
Нетбук — «бук» («книга») для користування Інтернетом («ні»). Зазвичай невеликий ноутбук, діагональ монітора якого не перевищує тринадцяти дюймів, є нетбуком. Його продуктивність менше, але автономна робота досягає більшої кількості годин. На нетбук не будуть повноцінно працювати ресурсомісткі програми, труднощі будуть виникати при роботі з великомасштабними таблицями і зображеннями. У такі пристрої не вбудовуються приводи, а пам'ять (як оперативна, так і жорсткого диска) має набагато менше значення, ніж у ноутбуків.
Зате нетбуки оснащують високоякісними мережевими адаптерами, і їх мобільність вельми висока: важать не більше 1 кг і поміщаються в звичайну жіночу сумочку, адже вони можуть бути зовсім маленькими — з діагоналлю екрана в 7 дюймів.
Синонім нетбука якраз-таки остання категорія — субноутбук, що означає ультрапортативний.

## Планшети
Портативний планшетний комп'ютер прийнято називати просто планшетом. За зовнішнім виглядом відмінна риса — відсутність клавіатури як пристрої введення і заміна основного функціонального інтерфейсу повнорозмірним сенсорним екраном.
Планшети ще більш втрачають в продуктивності, ніж нетбуки, однак автономне час роботи їх підвищується.
У планшетів зазвичай є достатні мультимедійні можливості і вихід в Інтернет — на це спрямований обчислювальний потенціал пристрою.
Відомо також поняття планшетного ноутбука, до якого на допомогу тачскріну все ж додається клавіатура.

## КПК
Кишеньковий портативний комп'ютер був набагато популярніший, коли смартфони ще не заполонили ринок. Він представляв собою дуже маленьке обчислювальний пристрій розміром з мобільний. КПК жорстко прив'язані до своїх ОС і в перші роки випуску призначалися для використання органайзерами діловими людьми. На даний же час смартфони володіють тією ж або навіть більшою функціональністю, так що КПК втратив свою поширеність.

## Смартфони
Типи портативних комп'ютерів вже давно включають в себе смартфони. Адже вони одночасно є і КПК, і звичайними мобільними телефонами. Потужні смартфони мають багатофункціональністю, порівнянної зі слабким нетбуком + дають можливість стільникового зв'язку. Здебільшого такі девайси випускаються з сенсорним екраном, хоча є і кнопкові моделі.